# Bemlos concavus
Bemlos concavus är en kräftdjursart som först beskrevs av Stout 1913.  Bemlos concavus ingår i släktet Bemlos och familjen Aoridae. Inga underarter finns listade i Catalogue of Life.